# Lepidodactylus ranauensis
Lepidodactylus ranauensis — вид геконоподібних ящірок родини геконових (Gekkonidae). Ендемік Малайзії.

## Поширення і екологія
Lepidodactylus pumilus відомі з типової місцевості, розташованої на горі Кінабалу на острові Калімантан. Вони живуть у вологих тропічних лісах, на висоті від 500 до 1570 м над рівнем моря. Ведуть нічний спосіб життя.